# James B. Bowlin

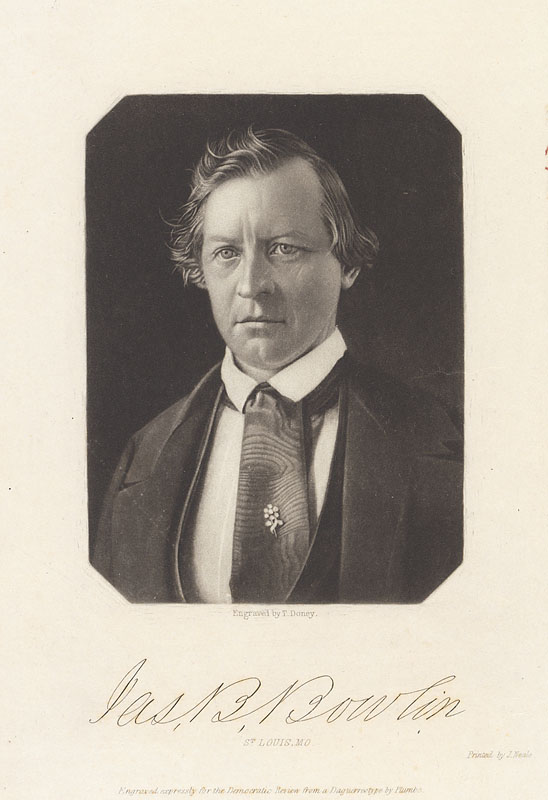
James B. Bowlin

James Butler Bowlin (* 16. Januar 1804 in Fredericksburg, Virginia; † 19. Juli 1874 in St. Louis, Missouri) war ein US-amerikanischer Politiker. Zwischen 1843 und 1851 vertrat er den Bundesstaat Missouri im US-Repräsentantenhaus.

## Werdegang
James Bowlin erhielt eine gute Schulausbildung und begann zunächst eine Handelslehre, die er aber abbrach, um als Lehrer zu arbeiten. Im Jahr 1825 zog er nach Lewisburg im heutigen West Virginia. Nach einem anschließenden Jurastudium und seiner 1826 erfolgten Zulassung als Rechtsanwalt begann er in diesem Beruf zu arbeiten. 1833 verlegte Bowlin seinen Wohnsitz und seine Kanzlei nach St. Louis in Missouri. Dort gründete er auch die Zeitung „Farmers and Mecanics Advocate“. Im Jahr 1836 war er als Chief Clerk bei der Verwaltung im Repräsentantenhaus von Missouri angestellt. Politisch war Bowlin Mitglied der Demokratischen Partei. In den Jahren 1836 und 1837 war er selbst Abgeordneter im Staatsparlament. 1837 wurde Bowlin in St. Louis Bezirksstaatsanwalt; zwischen 1839 und 1842 arbeitete er als Strafrichter.
Bei den Kongresswahlen des Jahres 1842 wurde Bowlin im ersten Wahlbezirk von Missouri in das US-Repräsentantenhaus in Washington, D.C. gewählt, wo er am 4. März 1843 die Nachfolge von John Miller antrat. Nach drei Wiederwahlen konnte er bis zum 3. März 1851 vier Legislaturperioden im Kongress absolvieren. In diese Zeit fiel der Mexikanisch-Amerikanische Krieg. Von 1845 bis 1847 war Bowlin Vorsitzender des Ausschusses, der sich mit privaten Landansprüchen befasste. Seit 1849 leitete er den Ausschuss zur Verwaltung der staatlichen Ländereien.
Bei den Wahlen des Jahres 1850 verlor Bowlin gegen John Fletcher Darby von der Whig Party. Nach seinem Ausscheiden aus dem US-Repräsentantenhaus war er für einige Jahre im diplomatischen Dienst der Bundesregierung tätig. Im Dezember 1854 wurde er als Nachfolger von James S. Green Gesandter in Neugranada; zwischen 1858 und 1859 war er amerikanischer Bevollmächtigter in Paraguay. Danach arbeitete er wieder als Anwalt. James Bowlin starb am 19. Juli 1874 in St. Louis.